# Bechijtic
Bechijtic är en ort i Mexiko.   Den ligger i kommunen Chamula och delstaten Chiapas, i den sydöstra delen av landet, 700 km öster om huvudstaden Mexico City. Bechijtic ligger 2 252 meter över havet och antalet invånare är 515.
Terrängen runt Bechijtic är kuperad. Runt Bechijtic är det tätbefolkat, med 550 invånare per kvadratkilometer. Närmaste större samhälle är San Cristóbal de las Casas, 7,5 km sydost om Bechijtic. I omgivningarna runt Bechijtic växer huvudsakligen savannskog.